# ぼくの伯父さん
『ぼくの伯父さん』（ぼくのおじさん、フランス語: Mon Oncle）は、ジャック・タチ監督・脚本による1958年のフランス映画である。第31回アカデミー賞外国語映画賞、第11回カンヌ国際映画祭審査員賞を受賞した。スティーヴン・ジェイ・シュナイダーの『死ぬまでに観たい映画1001本』に掲載されている。

## キャスト
| 役名                 | 俳優                         | 日本語吹替 | 日本語吹替                            | 役柄 |
| 役名                 | 俳優                         | NHK総合版  | テレビ朝日版                          | 役柄 |
| -------------------- | ---------------------------- | ---------- | ------------------------------------- | --- |
| ユロ伯父さん         | ジャック・タチ               | 嶋俊介     | 嶋俊介                                | チャールズの妻の兄でジェラールの伯父。 無職・独身で下町のアパートで飄々と暮らす。 無口で優しくとぼけた雰囲気がある。 |
| ジェラール・アルペル | アラン・ベクール             | 丸山裕子   |                                       | 伯父ユロを慕う少年。 便利で裕福な生活に違和感を持つ。                                                                |
| チャールズ・アルペル | ジャン＝ピエール・ゾラ       | 桑山正一   | 石田太郎                              | ジェラールの父で恰幅がよい。 最新設備のホース工場社長。                                                              |
| アルペル夫人         | アドリアンヌ・セルヴァンティ | 水城蘭子   | 翠準子                                | チャールズの妻でジェラールの母。 専業主婦だが家事は機械任せ。恰幅がよい。                                            |
| 管理人               | ドミニク・マリー             | 平井道子   | 巴菁子                                | アルペル家の隣人の中年婦人。 チャールズが手配したユロの見合い相手。                                                  |
| ピシャール           | ルシアン・フレジス           |            | 峰恵研                                | アルベル夫妻の友人。会社の会長。                                                                                     |
| ベティ               | ベティ・シュナイダー         | 高木秀代   |                                       | ユロのアパート1階に住む元気な思春期の少女。                                                                          |
| ジョルジェット       | イヴォンヌ・アルノー         |            | 小宮和枝                              | 小柄で初老のアルペル家の家政婦。                                                                                     |
| その他               | N/A                          |            | たてかべ和也 仲木隆司 鈴木れい子 ほか | |

- 吹き替え放映

NHK総合版：1971年8月28日 22:10～23:40
テレビ朝日版：1982年9月25日 『ウィークエンドシアター』

## 製作
映画のセットはジャック・ラグランジュによって設計され、1956年にニース付近のスタジオ・ド・ラ・ヴィクトリー（現在のスタジオ・リビエラ）に建てられ、撮影が完了した後に取り壊された。

## 関連文献
- 「ぼくの伯父さん」ジャック・タチ原案、ジャン＝クロード・カリエール、ピエール・エテックス 絵・小柳帝訳、中央出版 2022。小説版
- 「ぼくの伯父さんの休暇」ジャック・タチ原案、ジャン＝クロード・カリエール、ピエール・エテックス 絵・小柳帝 訳、中公文庫 2008。小説版